# Światowy Dzień Godności

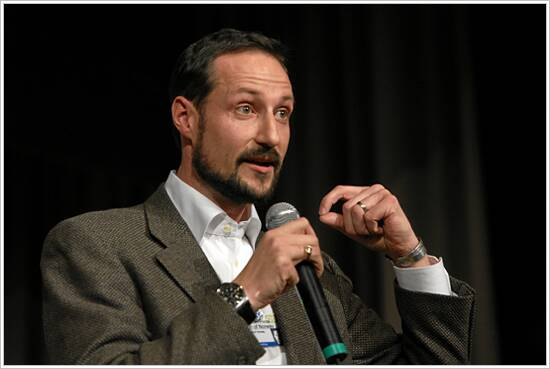
Książę Haakon przemawia podczas Światowego Forum Ekonomicznego

Światowy Dzień Godności jest symbolicznym dorocznym ukoronowaniem działań na rzecz godności prowadzonych przez ponadnarodową inicjatywę Global Dignity i jej partnerów. Obchodzony na całym świecie w trzecią środę października.

## Global Dignity
Global Dignity to niezależna inicjatywa, której myślą przewodnią jest propagowanie uniwersalnego prawa każdego człowieka do godnego życia. Utworzyli ją w 2006 roku trzej "odpowiedzialni obywatele świata": JKW Książę Haakon (Norwegia), profesor Pekka Himanen (Finlandia) i John Hope Bryant (USA), którzy spotkali się podczas Światowego Forum Ekonomicznego.
Inicjatywa współdziała między innymi z ruchem Young Global Leaders (z którego wywodzą się trzej założyciele) i ze społecznościami lokalnymi, aby objąć tzw. "lekcjami godności" jak największą liczbę dzieci i młodzieży na świecie. Lekcje godności mają na celu przede wszystkim uzmysłowienie odbiorcom istoty godności i problemów, jakie powstają w wyniku jej nieposzanowania, obudzenie ich wrażliwości, umiejętności współodczuwania z drugim człowiekiem, a także rozpalenie w nich chęci do pozytywnego działania na co dzień. Partnerami Dignity Day na świecie są między innymi: Operation Hope, Roland Berger Strategy Consultants i BBDO.

## Dzień Godności w Polsce
Inicjatywa Dignity Day jest obecna w Polsce od 2009 roku, a jej działania od początku koordynuje Jacek Olechowski. Krajowi partnerzy inicjatywy to między innymi Wydawnictwo Nowa Era (patronat edukacyjny) i Global Shapers Community Warsaw.

## Zasady godności
Godność Global Dignity ujmuje w pięciu podstawowych zasadach:
1. Każda istota ludzka ma prawo do godnego życia.
2. Godne życie oznacza możliwość osiągnięcia pełni swojego potencjału, co jest uwarunkowane dostępem do właściwego poziomu opieki medycznej, wykształcenia, godziwego wynagrodzenia i poczucia bezpieczeństwa.
3. Godność oznacza prawo do wolności w podejmowaniu określonych decyzji życiowych i szacunek dla innych w korzystaniu z tego prawa.
4. Godność winna być podstawową wartością motywującą wszelkie działanie.
5. Godność jednostki jest nierozerwalnie związana z godnością innych.